# 陳音始海星介
陳音始海星介（学名：Propontocypris cheneni）为海星介科始海星介屬下的一个种。